# Traversella
Traversella (Trausséla in piemontese) è un comune italiano di 307 abitanti situato in Valchiusella, della città metropolitana di Torino, in Piemonte.
Gli edifici del borgo antico sono quasi interamente costruiti, come usuale in tutta la Valchiusella, in pietra. La loro architettura assai rustica si caratterizza per la presenza di lobbie (ballatoi in legno utilizzati per far seccare pannocchie di mais, castagne ed altri prodotti della valle), finestre ad archi e tetti coperti con le caratteristiche lose (lastre di pietra piatte e sottili).
Proseguendo oltre l'abitato, lungo la strada che risale il corso del Chiusella o antiche mulattiere che da essa si dipartono, si incontrano le frazioni di Traversella: Chiara, Cappia, Succinto, Delpizzen, Cantoncello, Fondo e Tallorno. Si tratta di borghi dall'aspetto tipicamente alpestre, posti in un ambiente naturale assai ben conservato.

## Storia
Sin dalla fine del XIV secolo i Savoia se ne assicurarono il dominio: nel 1387 i capifamiglia dovettero recarsi ad Ivrea e giurare la loro fedeltà ad Amedeo VII, detto il Conte Rosso.
L'economia del paese era in quel periodo legata fortemente allo sfruttamento dei giacimenti minerari da parte della popolazione locale.

L'inosservanza da parte dei feudatari minori di tali diritti, provocò nel XV secolo una ripresa della rivolta popolare (già nota col nome di "tuchinaggio"). Ludovico di Savoia verso la metà del secolo, per punire i ribelli, revocò la concessione di diritti estrattivi.

Solo nel 1745 una sentenza della Regia Camera dei Conti libererà definitivamente le famiglie traversellesi dai soprusi di tipo feudale.
Tra i personaggi di rilievo nati a Traversella va menzionato almeno, per la sua vita avventurosa ed i suoi ideali di libertà, il notaio Abbondio Chialiva.
Durante la seconda guerra mondiale, il 13 e 14 ottobre 1944 i Nazisti fucilarono per rappresaglia 13 Partigiani di varie parti d'Italia sulla piazza principale di Traversella: i loro nomi sono scolpiti su un lapide commemorativa sul luogo dell'eccidio, mentre la descrizione dell'evento è scritta in lingua piemontese su una targa a fianco.

## Monumenti e luoghi d'interesse
All'inizio del paese una scritta in tedesco ("Achtung bandengefahr!"), restaurata nel 2010, ricorda che in questo territorio operavano formazioni Partigiane.

Nella frazione di Fondo si trova il Ponte di Fondo.

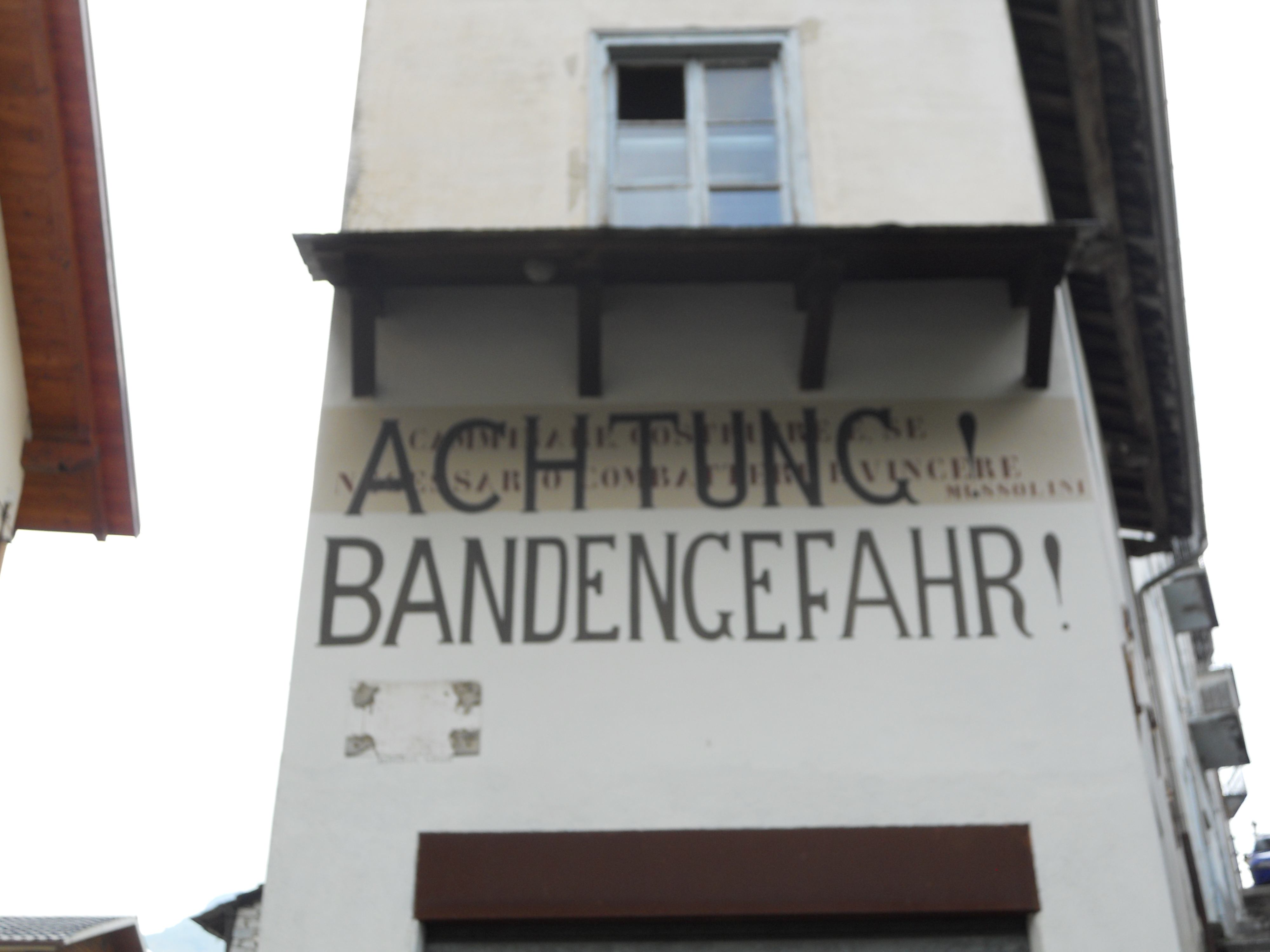
Scritta in tedesco, restaurata all'ingresso del paese

## Le miniere

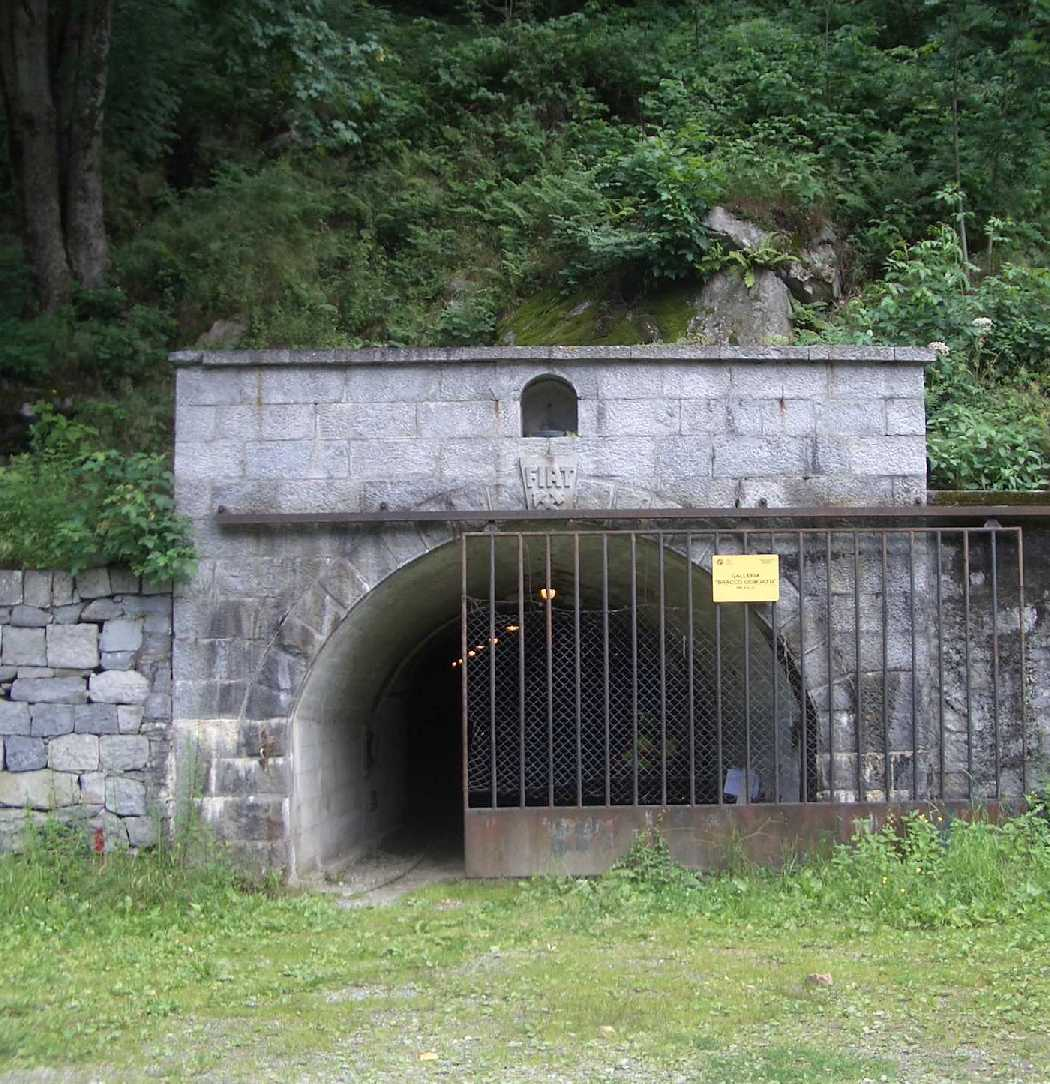
Ingresso di una galleria

Nel valloncello del Bersella si trovano giacimenti di minerali di ferro (magnetite, ma anche pirite), di tungsteno (scheelite) e, in misura minore, di rame. Gli avvenimenti geologici che hanno dato luogo a tali formazioni hanno prodotto anche silicati (granati, cloriti, epidoto, pirosseni, ecc.) che fanno di Traversella un sito ben noto agli appassionati di mineralogia.

I primi documenti risalgono all'XI secolo ma la leggenda fa risalire ai Galli l'origine di queste miniere e sullo sperone di Balma Bianca, a nord di Traversella, vi sono tracce di lavori minerari consistenti in cunicoli bassi e stretti, praticamente inaccessibili, che si fanno risalire ai Salassi.

In ogni caso, Tito Livio scrive che il console Appio Claudio venne a patti con i Salassi e occupò le loro miniere fra le quali quelle di Brosso e di Phornellus-Proelim, a Traversella, e l'estrazione di ferro e rame servì per armare i presidi romani in Eporedia e Augusta Praetoria (le attuali Ivrea e Aosta).
Lo sfruttamento delle miniere di ferro rappresentò sin dal medioevo una risorsa economica importante per la comunità locale, ed i diritti di estrazione furono per lungo tempo materia di contesa con i feudatari locali.

Si legge in una vertenza del 1571, una perorazione dei diritti di estrazione da parte della gente del luogo che parla di Traversella nei seguenti termini: 

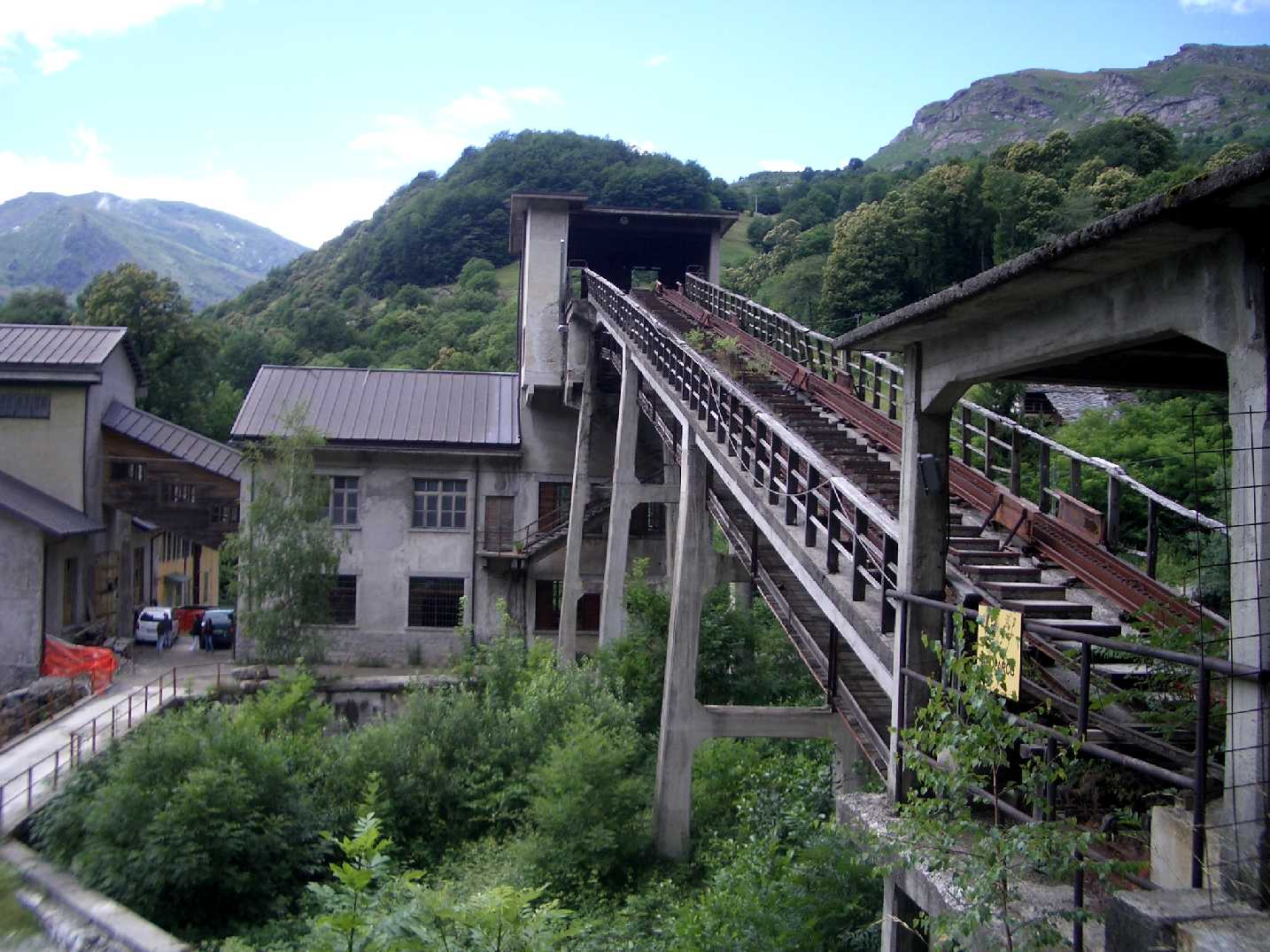
Vecchi impianti estrattivi

Le gallerie che si addentrano nelle viscere della montagna furono scavate per lungo tempo senza ordine, seguendo i filoni minerari con la conseguenza di crolli e di perdite di vite umane.
L'estrazione e gli impianti di separazione furono attivi negli ultimi due decenni del secolo, poi momentaneamente sospesi per effetto della concorrenza straniera.
Dopo varie vicende, nel 1914 la concessione delle miniere passò alle Ferriere Piemontesi, di proprietà della FIAT e le attività estrattive ebbero una significativa ripresa nel 1936 nel periodo di autarchia nazionale. Negli anni '60 vi erano ancora 30-35 minatori in attività nei cantieri di Traversella ma nel 1971 fu definitivamente sospesa ogni attività.

Per quanto le riserve accertate siano ancora cospicue il loro sfruttamento non è più considerato economico.
Sulla conservazione della memoria storica del lavoro in miniera si incentra un progetto ecomuseale della Regione Piemonte comprendente il "Centro Minerario di Traversella".
Presso il museo è conservata una ricca collezione di minerali e di attrezzi e macchine utilizzate per il lavoro in miniera.

È possibile effettuare visite guidate nelle gallerie che si snodano nelle viscere della montagna.

## Sport alpinistici

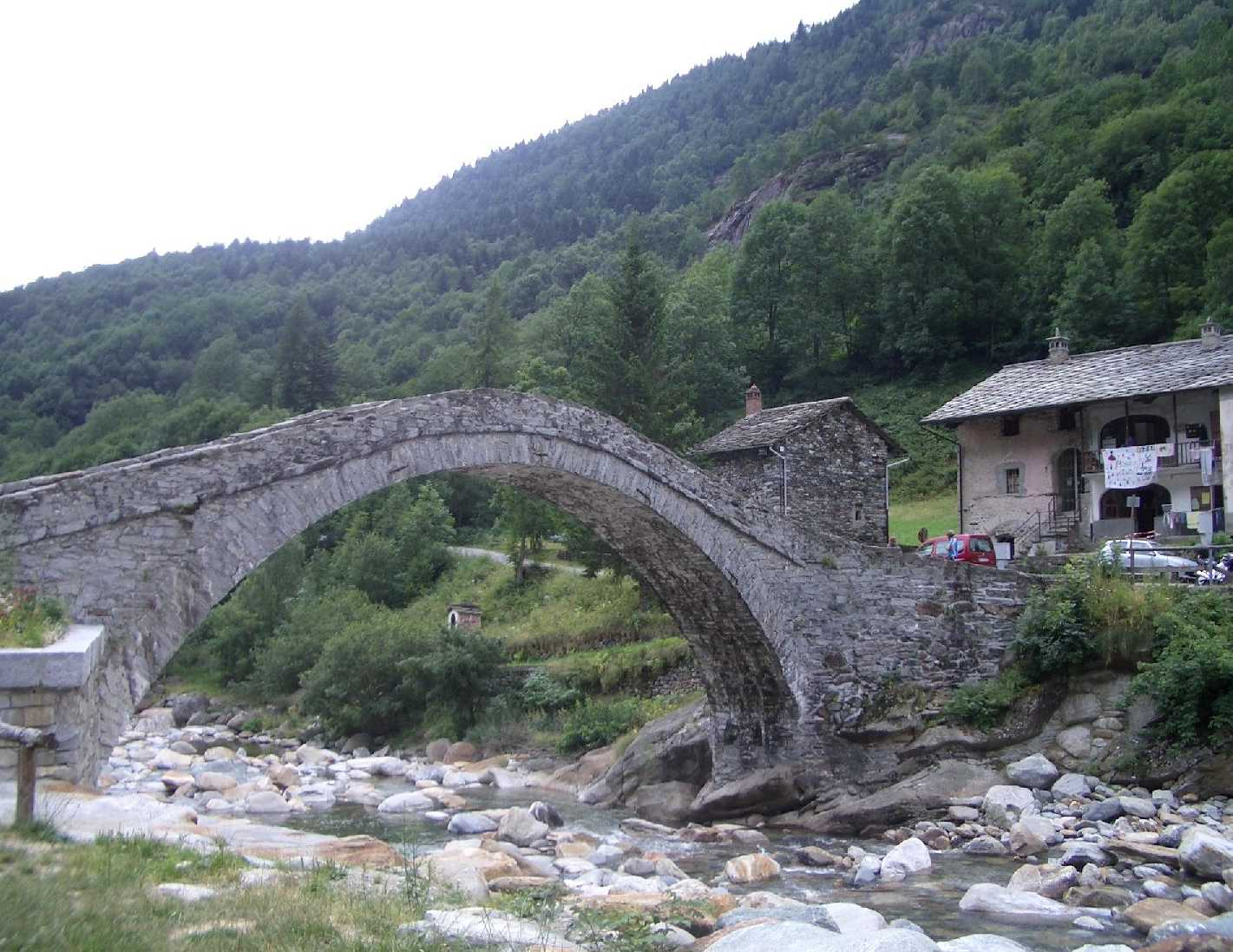
Fondo, Ponte in pietra sul Chiusella

Il territorio montuoso del Comune ha consentito lo sviluppo di alcuni impianti per gli sport invernali (impianti di discesa dei Palit, sopra Fondo; pista da sci di fondo a Cima Bossola, pista di sci nordico a Fondo), e, per l'arrampicata sportiva, la palestra di roccia di Traversella che, con le sue 500 vie, è uno dei siti di arrampicata più frequentati del nord ovest. Presso la palestra di roccia si trova il rifugio B. Piazza (1.050 m s.l.m.), punto di partenza per le scalate della zona, per alcuni interessanti sentieri e meta ideale per una tranquilla passeggiata.
Interessante è anche la possibilità di pratiche escursionistiche.
Tra di esse va menzionato il "Percorso G.T.A." (Grande Traversata delle Alpi), il cui tratto valchiusellese prevede il seguente percorso.

Provenendo da Quincinetto, seguendo il vallone di Scalaro, si giunge al rifugio Chiaromonte (2014 m). Il percorso scende poi ai piani di Cappia e di lì le frazioni di Succinto e Fondo.

Risalendo lungo il corso del Chiusella si sale attraversando la borgata Tallorno, gli alpeggi Pasquere, Gheia, Oche (inferiore e superiore) sino ad arrivare al colle delle Oche (2415 m), punto di passaggio verso Pianprato (frazione di Valprato Soana). Lungo il percorso sono presenti i seguenti posti-tappa:
- Rifugio Piazza (1052 m): a mezz'ora di cammino da Traversella.
- Rifugio Chiaromonte (2014 m): a 3,5 ore di cammino da Traversella.
- Posto tappa di Succinto (1164 m): a 30-40 minuti dalla strada carrozzabile che collega Traversella a Fondo.

## Società

### Evoluzione demografica
Lo spopolamento delle zone di montagna ha ridotto la popolazione di questo comune, in cento anni, a circa un quinto dei residenti rispetto al 1911.
Abitanti censiti

## Amministrazione
Di seguito è presentata una tabella relativa alle amministrazioni che si sono succedute in questo comune.
| Periodo         | Periodo        | Primo cittadino     | Partito                      | Carica              | Note  |
| --------------- | -------------- | ------------------- | ---------------------------- | ------------------- | ----- |
| 25 giugno 1985  | 11 giugno 1990 | Martino Gallo       | -                            | Sindaco             | [ 5 ] |
| 11 giugno 1990  | 9 giugno 1993  | Giovanni Giacchetto | Democrazia Cristiana         | Sindaco             | [ 5 ] |
| 12 ottobre 1994 | 24 aprile 1995 | Claudio Ventrice    |                              | Comm. straordinario | [ 5 ] |
| 24 aprile 1995  | 14 giugno 1999 | Bruno Biava         | lista civica                 | Sindaco             | [ 5 ] |
| 14 giugno 1999  | 14 giugno 2004 | Bruno Biava         | lista civica                 | Sindaco             | [ 5 ] |
| 14 giugno 2004  | 8 giugno 2009  | Giovanni Zanni      | lista civica                 | Sindaco             | [ 5 ] |
| 8 giugno 2009   | 26 maggio 2014 | Renza Colombatto    | lista civica                 | Sindaco             | [ 5 ] |
| 26 maggio 2014  | 26 maggio 2019 | Renza Colombatto    | lista civica: nuove sinergie | Sindaco             | [ 5 ] |
| 26 maggio 2019  | in carica      | Renza Colombatto    | lista civica: nuove sinergie | Sindaco             |       |